# Línea Valencia-Tarragona
La línea Valencia-Tarragona, denominada oficialmente línea Valencia-Cambiador de la Boella y conocida antiguamente como la línea Valencia-San Vicente Calders, es una línea de ferrocarril de ancho ibérico que forma parte la red ferroviaria española. Tiene una longitud de 254,1 km y su trazado une el sur de Cataluña con la Comunidad Valenciana, recorriendo las provincias de Valencia, Castellón y Tarragona. El ente Adif es el propietario de las instalaciones.
Fue construida por la Sociedad de los Ferrocarriles de Almansa a Valencia y Tarragona que la puso en servicio en su totalidad en el año 1868. En 1891, la Compañía de los Caminos de Hierro del Norte de España se hizo con la línea al absorber la sociedad que la había construido. En 1941, la nacionalización del ferrocarril en España supuso la desaparición de Norte y su integración en RENFE. En la década de 1970 fue electricada. En 1997 se integró en el Corredor Mediterráneo, adaptando la línea a velocidades de 220 km/h duplicando la vía en la práctica totalidad del recorrido. 
Siguiendo la catalogación de Adif es la línea 600.

## Historia

### Antecedentes
A mediados del siglo XIX, con el ferrocarril dando sus primeros pasos en España una de las primeras líneas que se planteó fue la unión de Madrid con la costa mediterránea. Los puertos de Valencia, Alicante y Cartagena se alzaron rápidamente como las primeras opciones de un trazado que avanzaba desde la capital hasta Aranjuez y Almansa y que se decidió finalmente por parte del Gobierno que concluyera en Alicante. Eso no impidió el desarrollo de este novedoso medio de transporte en Valencia donde se construyó el tramo Játiva-Valencia (completado en 1854) y la línea Valencia-Almansa (1859), que enlazaba con la línea Madrid-Alicante. Ambas fueron obra de una misma compañía llamada inicialmente «Compañía del Ferrocarril de Játiva a El Grao de Valencia» y renombrada posteriormente a «Compañía del Ferrocarril de El Grao de Valencia a Almansa».

### Construcción
Completada la prolongación hacia el sur, el paso natural fue seguir hacia el norte para alcanzar Cataluña bordeando el mediterráneo para conectar con la red que también estaba creciendo en esa zona del país. Obtenida la concesión y recabados los fondos necesarios el 5 de marzo de 1862 se constituyó la Sociedad de los Ferrocarriles de Almansa a Valencia y Tarragona o AVT. Aprovechando la cómoda orografía el trazado y el impulso inicial se llegó con facilidad a Castellón, abriendo así los tres primeros tramos de la línea a lo largo de 1862:
- Valencia-Sagunto de 28,48 km.
- Sagunto-Nules de 21,44 km.
- Nules-Castellón de 17,93 km.

En 1863, se añadió un nuevo tramo entre Castellón y Benicasim de poco más de 12 kilómetros. Llegado a este punto la construcción experimentó sus primeras dificultades ya que 1864 vino marcado por las dificultades económicas de la Sociedad Valenciana de Fomento, un banco valenciano que junto a José Campo formaba el núcleo inversor del proyecto. La otra gran dificultad la marcó el río Ebro. Para ello, el 10 de julio de 1865 se constituyó una comisión encargada de determinar en que punto se superaría el cauce del río y bajo qué condiciones. En la decisión entraron en juego diversos factores como las crecidas del río, la accesibilidad del puerto de Tortosa o las exigencias militares.
Retomadas las obras, en 1865 se avanzó desde los dos extremos del trazado abriendo el tramo Tarragona-Amposta (69,15 km) y el Benicasim-Ulldecona (80,56 km). Aun así siguió mostrando debilidades económicas que se paliaron con la entrada de capital catalán y a que las obras se retrasasen hasta 1867 año en el cual se abrieron los dos últimos tramos entre Ulldecona y Tortosa (29,27 km) y Amposta y Tortosa (13 km). Solo quedaba, para completar la línea, construir el puente sobre el río Ebro que se decidió ubicar en Tortosa inaugurándolo el 21 de junio de 1868.

### Explotación y evolución
En 1889, la muerte de José Campo principal impulsor de la AVT marcó el fin de una compañía que no pudo superar sus problemas económicos. De esta forma, en 1891, la línea pasó integrarse en la red de Compañía de los Caminos de Hierro del Norte de España, que gestionó la misma hasta que en 1941 se nacionalizó el ferrocarril en España y se creó RENFE. Durante la Guerra civil, el puente ferroviario sobre el río Ebro resultó destruido, aunque sería reconstruido durante la posguerra.

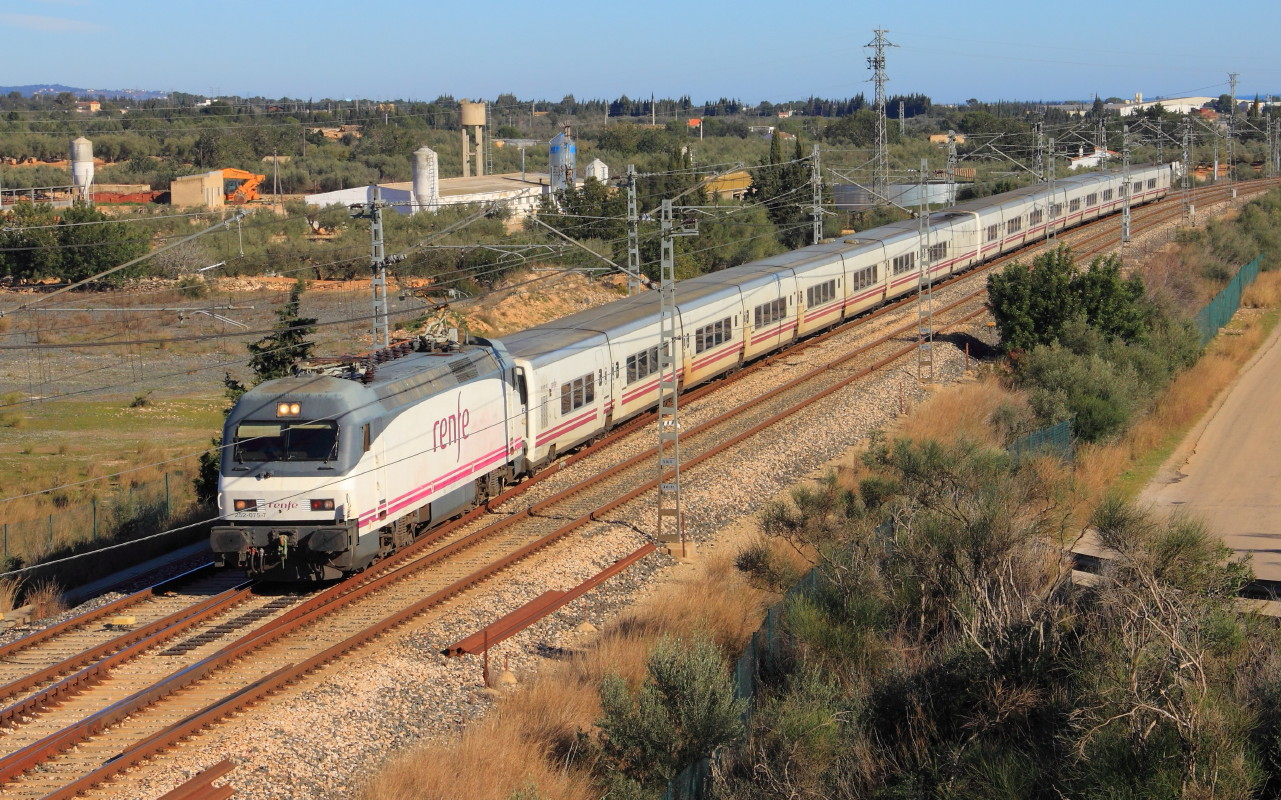
El Talgo Barcelona-Murcia cerca de la estación de Aldea-Amposta-Tortosa, pk 185,2 de la línea.

En 1973 el trazado fue electrificado. En la década de los años 90 la línea sufrió importantes cambios al ser duplicada casi en su totalidad, y adaptada a velocidades máximas de 220 km/h. Se construyó a su vez la conocida como variante del Ebro con un nuevo puente sobre el río y una modificación del recorrido que suprimía el bucle de Tortosa. Con ello la estación de Tortosa dejaba de formar parte de la línea como tal y pasaba a estar en fondo de saco, accesible desde un ramal de algo más de 13 kilómetros (la línea 620 de Adif) desde la nueva estación de Aldea-Amposta-Tortosa, que había sido reubicada tras la construcción de la variante.
A finales de 2004, con la división de la antigua RENFE en Renfe Operadora y Adif, la línea pasó a depender de este último organismo.
El 13 de enero de 2020 se inauguró la variante de Vandellós, entre las estaciones de Vandellós y Vilaseca, lo que supuso la conexión con la LAV Madrid-Barcelona/Francia en Vilaseca mediante dos cambiadores de ancho. Como consecuencia, el cierre del antiguo trazado de vía única al tráfico de viajeros conllevó que las estaciones de Salou, Cambrils, Montroig y la antigua estación de Hospitalet del Infante quedaran sin servicio. En su lugar, se construyeron las nuevas estaciones de Cambrils Norte y Hospitalet del Infante, mientras que en Montroig se cimentó un PAET. Además, el tramo comprendido entre las estaciones de Tarragona y San Vicente Calders quedó desgajado de esta línea y se integró en el trazado de la línea Zaragoza-Miraflores a Tarragona. La gestión de la línea Valencia-Tarragona pasó íntegramente a la titularidad de Adif Alta Velocidad.

## Características
La línea Valencia-Tarragona es un eje norte-sur, de casi 300 kilómetros totalmente electrificado a 3000 V y de vía doble en ancho ibérico (1 668 mm) en la totalidad de su recorrido con excepción de la bifurcación de Vilaseca que es de vía única. Emplea diversos tipos de bloqueos principalmente, aunque no exclusivamente, Bloqueo Automático de Vía Doble Banalizada (BAB) con CTC (Control de Tráfico Centralizado).
La velocidad máxima permitida en prácticamente todo el recorrido es de 220 km/h.

## Servicios
Por la línea circulan trenes de las líneas de Media Distancia R16 y L7 de Renfe. También circulan trenes de larga distancia como trenes Euromed y Talgo.